# Július 6.
Július 6. az év 187. (szökőévben 188.) napja a Gergely-naptár szerint. Az évből még 178 nap van hátra.
Névnapok: Csaba + Atalanta, Csobád, Dominika, Dominka, Ézsaiás, Felícia, Gerváz, Izaiás, Járfás, Jávor, Józsiás, Mária, Metella, Miletta, Morella, Nedda, Romola, Romulusz, Ronalda, Tamás, Tankréd

## Események
- 1311 – János nyitrai püspök kiközösíti az egyházból Csák Mátét.
- 1415 – Husz Jánost máglyán égetik meg.
- 1437 – A dési csatában legyőzött nemesek és Budai Nagy Antal győzelmes felkelői megkötik az első kolozsmonostori egyezséget, amely eltörli a kilencedet, és a felkelőknek közkegyelmet ígér.
- 1439 – Giuliano Cesarini bíboros és Besszárion nikaiai érsek latin és görög nyelven kihirdeti az uniót a keleti és a nyugati egyház között.
- 1525 – Sárkány Ambrust az országbírói (iudex curiae regiae) székben Drágffy János váltja fel.
- 1846 – Az első próbajárat a Pest és Vác közti vasútvonalon (az első menetrend szerint gőzös július 15-én indul).
- 1885 – Louis Pasteur első sikeres oltása veszettség ellen, egy kutyaharapott kisfiún.
- 1889 – Szegeden elkészül a Kakuszy-ház.
- 1938
  - Roosevelt amerikai elnök kezdeményezésére a franciaországi Evianban konferencia kezdődik, hogy a szabad országok hány fenyegetett német és osztrák zsidót hajlandók befogadni.
  - A bíróság „az állami és társadalmi rend erőszakos felforgatására és megsemmisítésére irányuló bűntettben” bűnösnek találja és háromévi fegyházra ítéli Szálasi Ferencet.[1]
- 1941 – Magyarország területén hajnali 3 órakor bevezetik a jobb oldali közlekedési rendszert (Budapest és közvetlen környéke kivételével). Ezt az áttérést a fővárosban csak 1941. november 9-én hajtják végre.
- 1944 – Koszorús Ferenc vezérkari ezredes az esztergomi páncélosok mintaszerű alkalmazásával megakadályozza a Baky László belügyi államtitkár által a budapesti zsidóság deportálására szervezett „csendőrpuccsot”.
- 1988 –  Tűz üt ki a Piper Alpha olajfúró toronyban az Északi-tengeren. A tragédiában 167 ember vesztette életét.
- 2002 – Kabul központjában levő hivatala előtt ismeretlen fegyveresek meggyilkolják Abdul Kadirt, Afganisztán – 2002. június 22-én hivatalba lépett – pastu nemzetiségű alelnökét, a kormány közmunkaügyi miniszterét.
- 2005 – A NOB szingapúri ülésen London elnyeri a 2012. évi nyári olimpiai játékok rendezési jogát, megelőzve Párizst, Madridot, New Yorkot és Moszkvát.

## Sportesemények
Formula–1
- 1952 –  francia nagydíj, Rouen - Győztes: Alberto Ascari  (Ferrari)
- 1958 –  francia nagydíj, Reims - Győztes: Mike Hawthorn  (Ferrari). Ezen a versenyen vesztette életét Luigi Musso.
- 1969 –  francia nagydíj, Clermont-Ferrand - Győztes: Jackie Stewart  (Matra Ford)
- 1975 –  francia nagydíj, Paul Ricard - Győztes: Niki Lauda  (Ferrari)
- 1986 –  francia nagydíj, Paul Ricard - Győztes: Nigel Mansell  (Williams Honda Turbo)
- 2003 –  francia nagydíj, Magny-Cours - Győztes: Ralf Schumacher  (Williams BMW)
- 2008 –  brit nagydíj, Silverstone - Győztes: Lewis Hamilton  (McLaren Mercedes)
- 2014 –  brit nagydíj, Silverstone - Győztes: Lewis Hamilton  (Mercedes)
- 2025 –  brit nagydíj, Silverstone - Győztes: Lando Norris  (McLaren Mercedes)

Tenisz
- 1985 – Taróczy Balázs – wimbledoni páros győzelem

## Születések
- 1387 – I. Blanka navarrai királynő († 1441)
- 1555 – Louis de Guise bíboros, reims-i hercegérsek, a Szent Liga Guise-házi vezetője († 1588)
- 1832 – I. Miksa mexikói császár (Habsburg–Lotaringiai Ferdinánd Miksa József osztrák főherceg), kivégezték († 1867)
- 1848 – Baross Gábor közlekedési, majd kereskedelemügyi miniszter († 1892)
- 1886 – Marc Bloch, francia történész († 1944)
- 1877 – vitéz Újfalussy Gábor magyar lovassági főparancsnok, altábornagy, országgyűlési képviselő († 1945)
- 1878 – Eino Leino, finn költő, újságíró († 1926)
- 1894 – Csurka Péter magyar újságíró, író († 1964)
- 1895
  - Buzágh Aladár Kossuth-díjas magyar kémikus, egyetemi tanár, az MTA tagja († 1962)
  - Brandt Jakab magyarországi német kisbirtokos, országgyűlési képviselő († ?)
- 1906 – Cuth Harrison brit autóversenyző († 1981)
- 1907 – Frida Kahlo egyéni hangú mexikói festőművész, közéleti szereplő, a 20. századi Mexikó emblematikus alakja († 1954)
- 1911 – Simor Erzsi magyar színésznő († 1977)
- 1914 – Földes Éva sporttörténész, neveléstörténész, az 1948. évi londoni olimpia művészeti versenyeinek harmadik helyezettje († 1981)
- 1916 – Dabrónaki Gyula magyar politikus, élelmezésügyi miniszterhelyettes († 1984)
- 1921 – Rudas Ferenc, született Ruck, válogatott labdarúgó, edző, sportvezető († 2016)
- 1923 – Wojciech Witold Jaruzelski lengyel tábornok, diktátor, 1981–1985 miniszterelnök, 1985–1990 államfő († 2014)
- 1925 – Bill Haley amerikai énekes (Rock Around the Clock) († 1981)
- 1927 – Janet Leigh (sz. Jeanette Helen Morrison) amerikai színésznő („Psycho”) († 2004)
- 1929 – Gordon Zsuzsa kétszeres Jászai Mari-díjas magyar színművésznő († 2015)
- 1930 – Ian Burgess brit autóversenyző († 2012)
- 1932 – Sipos András magyar agrármérnök, a Szarvasi Arborétum igazgatója († 2016)
- 1935 – Tendzin Gyaco, a 14. dalai láma
- 1937 – Ned Beatty amerikai színész († 2021)
- 1937 – Pethő Zsolt Balázs Béla-díjas magyar zeneszerző, a Pannónia Filmstúdió zenei referense († 2016)
- 1940 – Nurszultan Abisevics Nazarbajev kazah elnök
- 1944 – Rozsos István operaénekes (tenor)
- 1946 – Sylvester Stallone amerikai színész
- 1946 – George W. Bush, az Amerikai Egyesült Államok 43. elnöke
- 1948 – Téren Gizella magyar színésznő
- 1950 – Geraldine James angol színésznő (Kisvárosi gyilkosságok, Gandhi, Boszorkák, Az ember, aki túl keveset tudott)
- 1951 – Végvári Ádám magyar énekes, zeneszerző, gitáros (Neoton Família)
- 1952 – Kukorelli István jogtudós, az Alkotmánybíróság tagja (1999–2008)
- 1958 – Szlotta Judit Kazinczy-díjas magyar rádióbemondó, műsorvezető, tanár
- 1972 – Nyáry Krisztián magyar kommunikációs szakember, könyvkiadó, író, irodalomtörténész
- 1973 – William Lee Scott amerikai színész
- 1975 – 50 Cent amerikai rapper
- 1982 – Derecskei András magyar karmester, zeneszerző, hegedűművész
- 1983 – Gregory Smith kanadai/amerikai színész
- 1986 – Csépai Eszter magyar színésznő
- 1987 – Matt O’Leary amerikai színész
- 1987 – Kate Nash angol énekesnő
- 1988 – Mathieu Bois kanadai úszó
- 1988 – Tasnádi Bence magyar színész
- 1989 – Baronits Gábor magyar színész
- 1991 – Ştefan Muţiu román tornász
- 1996 – Kovács Panka magyar színésznő

## Halálozások
- 1415 – Husz János csehországi huszita vallási vezető, máglyahalált halt (* 1369)
- 1476 – Regiomontanus (er. Johannes Müller) német matematikus, csillagász (* 1436)
- 1535 – Morus Tamás angol jogász, író, költő, államférfi[2] (* 1478)
- 1553 – VI. Eduárd angol király (* 1537)
- 1849 – Szórád Márton magyar csizmadia, dunapentelei parasztfelkelő (* 1797)
- 1849 – Vasvári Pál, a „márciusi ifjak” egyike (* 1827)
- 1854 – Georg Simon Ohm német fizikus, az Ohm törvénye leírója (* 1789)
- 1859 – Noisser Richárd hírlapíró, szerkesztő, a Das Vaterland (Hazánk) alapítója (* 1813)
- 1869 – Haraszthy Ágoston magyar földbirtokos, a magyar királyi nemesi testőrség tisztje, a kaliforniai szőlőtermesztés és borászat megalapítója (* 1812)
- 1893 – Guy de Maupassant francia író, drámaíró (* 1850)
- 1903 – Pauler Gyula történész, levéltáros (* 1841)
- 1904 – Eduard Hanslick osztrák zenekritikus, zeneesztéta (* 1825)
- 1916 – Békessy Béla olimpiai ezüstérmes kardvívó, honvédtiszt (* 1875)
- 1937 – Bókay János magyar gyermekgyógyász, egyetemi tanár, a Magyar Tudományos Akadémia levelező tagja (* 1858)
- 1954 – Gabriel Pascal erdélyi magyar szárm. amerikai színész, filmrendező, producer, forgatókönyvíró (* 1894)
- 1958 – Luigi Musso olasz autóversenyző (* 1924)
- 1958 – Art Bisch amerikai autóversenyző (* 1926)
- 1962 – William Faulkner irodalmi Nobel-díjas amerikai költő, regényíró (* 1897)
- 1966 – Berda József magyar költő, József Attila-díjas (* 1902)
- 1967 – Torday Ottó magyar színész, színigazgató (* 1893)
- 1968 – Proszt János magyar kémikus, vegyészmérnök, a Magyar Tudományos Akadémia levelező tagja (* 1892)
- 1969 – Theodor Adorno német filozófus, zeneesztéta, a marxizmushoz közel álló frankfurti iskola képviselője (* 1903)
- 1971 – Louis Armstrong amerikai énekes, trombitaművész, a jazz úttörő zenésze (* 1901)
- 1974 – Aladár Paasonen finn–magyar származású ezredes. A téli háború alatt a finn főhadiszállás felderítőegységének parancsnoka volt (* 1898)
- 1977 – Pártos Ödön magyar-izraeli hegedűművész, zeneszerző (* 1907)
- 1987 – Pusztai László válogatott labdarúgó (* 1946)
- 1988 – Péchy Blanka színésznő, előadóművész, nyelvművelő (* 1894)
- 1989 – Kádár János kommunista politikus, az MSZMP alapítója, főtitkára, elnöke (* 1912)
- 1991 – Brád András Munkácsy Mihály-díjas divattervező, iparművész (a Zalaegerszegi Ruhagyár divattervezője) (* 1940)
- 1999 – Joaquín Rodrigo spanyol klasszikus zeneszerző, zongoraművész (* 1901)
- 2000 – Władysław Szpilman zsidó származású lengyel zongoraművész, zeneszerző (* 1911)
- 2001 – Németh Amadé magyar karmester, zeneszerző (* 1922)
- 2002 – John Frankenheimer amerikai filmrendező, producer (* 1930)
- 2004 – Thomas Klestil osztrák szövetségi elnök, államfő (* 1932)
- 2017 – Varga Marianna néprajzkutató, muzeológus (* 1926)
- 2019 – Cameron Boyce amerikai színész (* 1999)
- 2020 – Ennio Morricone kétszeres Oscar-díjas olasz zeneszerző (* 1928)
- 2022 – James Caan amerikai színész (* 1940)

## Nemzeti ünnepek, emléknapok, világnapok
- A csók világnapja
- Comore-szigeteki Unió nemzeti ünnepe a függetlenség napja, 1975